# Rhinosimus oneili
Rhinosimus oneili es una especie de coleóptero de la familia Salpingidae.

## Distribución geográfica
Habita en los territorios que antes se llamaban Colonia del Cabo.